# Маклин, Кларенс
Кларенс (Дивайн Ай) Маклин (англ. Clarence "Divine Eye" Maclin; род. 29 ноября 1966) — американский актёр, наиболее известный ролью в фильме «Синг-Синг» (2024).

## Биография
Родился в Теннесси, вырос в Маунт-Верноне, Нью-Йорк. Окончил среднюю школу Маунт-Вернона, получил степень бакалавра в области поведенческой психологии в Университете Мерси .
В возрасте 29 лет Маклин за вооружённый грабёж был приговорён к 17 годам заключения в тюрьме Синг-Синг. Во время отбывания наказания участвовал в программе реабилитации с помощью театральных постановок. После освобождения работал консультантом по взаимодействию с молодёжью, а также специалистом в сферах искусства и борьбы с бандитизмом в реабилитационном центре Lincoln Hall Boys Haven (Сомерс, Нью-Йорк). Дебютировал в кино, сыграв самого себя в киноленте «Синг-Синг» (2024). Актёрская работа Маклина получила высокие оценки от критиков. В частности, он был удостоен премии Gotham Awards (2024), а также номинирован на премию Британской академии в области кино BAFTA (2025).